# Washington Redskins 1944
La stagione 1944 dei Washington Redskins è stata la 13ª della franchigia nella National Football League e la settima a Washington. Sotto la direzione del capo-allenatore Dudley DeGroot la squadra ebbe un record di 6-3-1 come la stagione precedente, terminando terza nella NFL Eastern. 

## Calendario
| Stagione regolare |                    |                        |                    |                    |                    |                    |                    |
| Turno             | Data               | Avversario             | Risultato          | Record             | Stadio             | Pubblico           | Sintesi            |
| 1                 | Settimana di pausa | Settimana di pausa     | Settimana di pausa | Settimana di pausa | Settimana di pausa | Settimana di pausa | Settimana di pausa |
| 2                 | Settimana di pausa | Settimana di pausa     | Settimana di pausa | Settimana di pausa | Settimana di pausa | Settimana di pausa | Settimana di pausa |
| 3                 | Settimana di pausa | Settimana di pausa     | Settimana di pausa | Settimana di pausa | Settimana di pausa | Settimana di pausa | Settimana di pausa |
| 4                 | 8 ottobre          | at Philadelphia Eagles | P 31–31            | 0–0–1              | Shibe Park         | 32,549             | Recap              |
| 5                 | 15 ottobre         | at Boston Yanks        | V 21–14            | 1–0–1              | Fenway Park        | 17,758             | Recap              |
| 6                 | 22 ottobre         | Brooklyn Tigers        | V 17–14            | 2–0–1              | Griffith Stadium   | 35,000             | Recap              |
| 7                 | October 29         | Card-Pitt              | V 42–20            | 3–0–1              | Griffith Stadium   | 35,540             | Recap              |
| 8                 | 5 novembre         | Cleveland Rams         | V 14–10            | 4–0–1              | Griffith Stadium   | 35,450             | Recap              |
| 9                 | 12 novembre        | at Brooklyn Tigers     | V 10–0             | 5–0–1              | Ebbets Field       | 20,404             | Recap              |
| 10                | 19 novembre        | Philadelphia Eagles    | S 7–37             | 5–1–1              | Griffith Stadium   | 35,540             | Recap              |
| 11                | 26 novembre        | Boston Yanks           | V 14–7             | 6–1–1              | Griffith Stadium   | 35,540             | Recap              |
| 12                | 3 dicembre         | at New York Giants     | S 13–16            | 6–2–1              | Polo Grounds       | 47,457             | Recap              |
| 13                | 10 dicembre        | New York Giants        | S 0–31             | 6–3–1              | Griffith Stadium   | 35,540             | Recap              |

Nota: gli avversari della propria division sono in grassetto.

## Classifiche
| NFL Eastern         |   |    |   |      |       |     |     |     |
|                     | V | S  | P | %    | DIV   | PF  | PS  | STR |
| New York Giants     | 8 | 1  | 1 | .889 | 6–1–1 | 206 | 75  | V4  |
| Philadelphia Eagles | 7 | 1  | 2 | .875 | 6–0–2 | 267 | 131 | V2  |
| Washington Redskins | 6 | 3  | 1 | .667 | 4–3–1 | 169 | 180 | S2  |
| Boston Yanks        | 2 | 8  | 0 | .200 | 2–6   | 82  | 233 | S2  |
| Brooklyn Tigers     | 0 | 10 | 0 | .000 | 0-8   | 69  | 166 | S10 |

Note: I pareggi non venivano conteggiati ai fini della classifica fino al 1972.